# Charlie Taylor
Charles James Taylor, detto Charlie (York, 18 settembre 1993) è un calciatore inglese, difensore del Southampton.

## Carriera

### Club
Ha giocato nella prima divisione scozzese ed in quella inglese.

### Nazionale
Ha giocato nella nazionale inglese Under-19.

## Statistiche

### Presenze e reti nei club
Statistiche aggiornate al 10 aprile 2020.
| Stagione         | Squadra          | Campionato       | Campionato | Campionato | Coppe nazionali | Coppe nazionali | Coppe nazionali | Coppe continentali | Coppe continentali | Coppe continentali | Altre coppe | Altre coppe | Altre coppe | Totale | Totale | Totale |
| Stagione         | Squadra          | Comp             | Pres       | Reti       | Comp            | Pres            | Reti            | Comp               | Pres               | Reti               | Comp        | Pres        | Reti        | Pres   | Reti   |        |
| ---------------- | ---------------- | ---------------- | ---------- | ---------- | --------------- | --------------- | --------------- | ------------------ | ------------------ | ------------------ | ----------- | ----------- | ----------- | ------ | ------ | ------ |
| 2011-2012        | Leeds Utd        | FLC              | 2          | 0          | FACup+CdL       | 0+2             | 0               | -                  | -                  | -                  | -           | -           | -           | 4      | 0      |        |
| gen. 2012        | Bradford City    | FL2              | 3          | 0          | FACup+CdL       | 1+0             | 0               | -                  | -                  | -                  | FLT         | -           | -           | 4      | 0      |        |
| ago.-ott. 2012   | York City        | FL2              | 4          | 0          | FACup+CdL       | -               | -               | -                  | -                  | -                  | FLT         | 1           | 0           | 5      | 0      |        |
| gen.-mag. 2013   | Inverness        | SP               | 7          | 0          | SC+CdL          | 1+0             | 0               | -                  | -                  | -                  | -           | -           | -           | 8      | 0      |        |
| 2013-2014        | Fleetwood Town   | FL2              | 32+3       | 0          | FACup+CdL       | 3+0             | 0               | -                  | -                  | -                  | FLT         | 4           | 0           | 42     | 0      |        |
| 2014-2015        | Leeds Utd        | FLC              | 23         | 2          | FACup+CdL       | 1+1             | 0               | -                  | -                  | -                  | -           | -           | -           | 25     | 2      |        |
| 2015-2016        | Leeds Utd        | FLC              | 39         | 1          | FACup+CdL       | 1+3             | 0               | -                  | -                  | -                  | -           | -           | -           | 43     | 1      |        |
| 2016-2017        | Leeds Utd        | FLC              | 29         | 0          | FACup+CdL       | 0+3             | 0               | -                  | -                  | -                  | -           | -           | -           | 32     | 0      |        |
| Totale Leeds Utd | Totale Leeds Utd | Totale Leeds Utd | 93         | 3          |                 | 11              | 0               |                    | -                  | -                  |             | -           | -           | 104    | 3      |        |
| 2017-2018        | Burnley          | PL               | 11         | 0          | FACup+CdL       | 1+2             | 0               | -                  | -                  | -                  | -           | -           | -           | 13     | 0      |        |
| 2018-2019        | Burnley          | PL               | 38         | 0          | FACup+CdL       | 2+0             | 0               | UEL                | 5                  | 0                  | -           | -           | -           | 45     | 0      |        |
| 2019-2020        | Burnley          | PL               | 24         | 0          | FACup+CdL       | 1+1             | 0               | -                  | -                  | -                  | -           | -           | -           | 26     | 0      |        |
| 2020-2021        | Burnley          | PL               | 29         | 0          | FACup+CdL       | 0+3             | 0               | -                  | -                  | -                  | -           | -           | -           | 32     | 0      |        |
| 2021-2022        | Burnley          | PL               | 31         | 0          | FACup+CdL       | 0+1             | 0               | -                  | -                  | -                  | -           | -           | -           | 32     | 0      |        |
| 2022-2023        | Burnley          | FLC              | 33         | 0          | FACup+CdL       | 5+3             | 0               | -                  | -                  | -                  | -           | -           | -           | 41     | 0      |        |
| Totale Burnley   | Totale Burnley   | Totale Burnley   | 174        | 0          |                 | 19              | 0               |                    | 5                  | 0                  |             | -           | -           | 188    | 0      |        |
| Totale carriera  | Totale carriera  | Totale carriera  | 303+3      | 3          |                 | 37              | 0               |                    | 5                  | 0                  |             | 5           | 0           | 323    | 3      |        |

## Palmarès

### Club

#### Competizioni nazionali
- Campionato inglese di seconda divisione: 1

Burnley: 2022-2023